# BLU-43

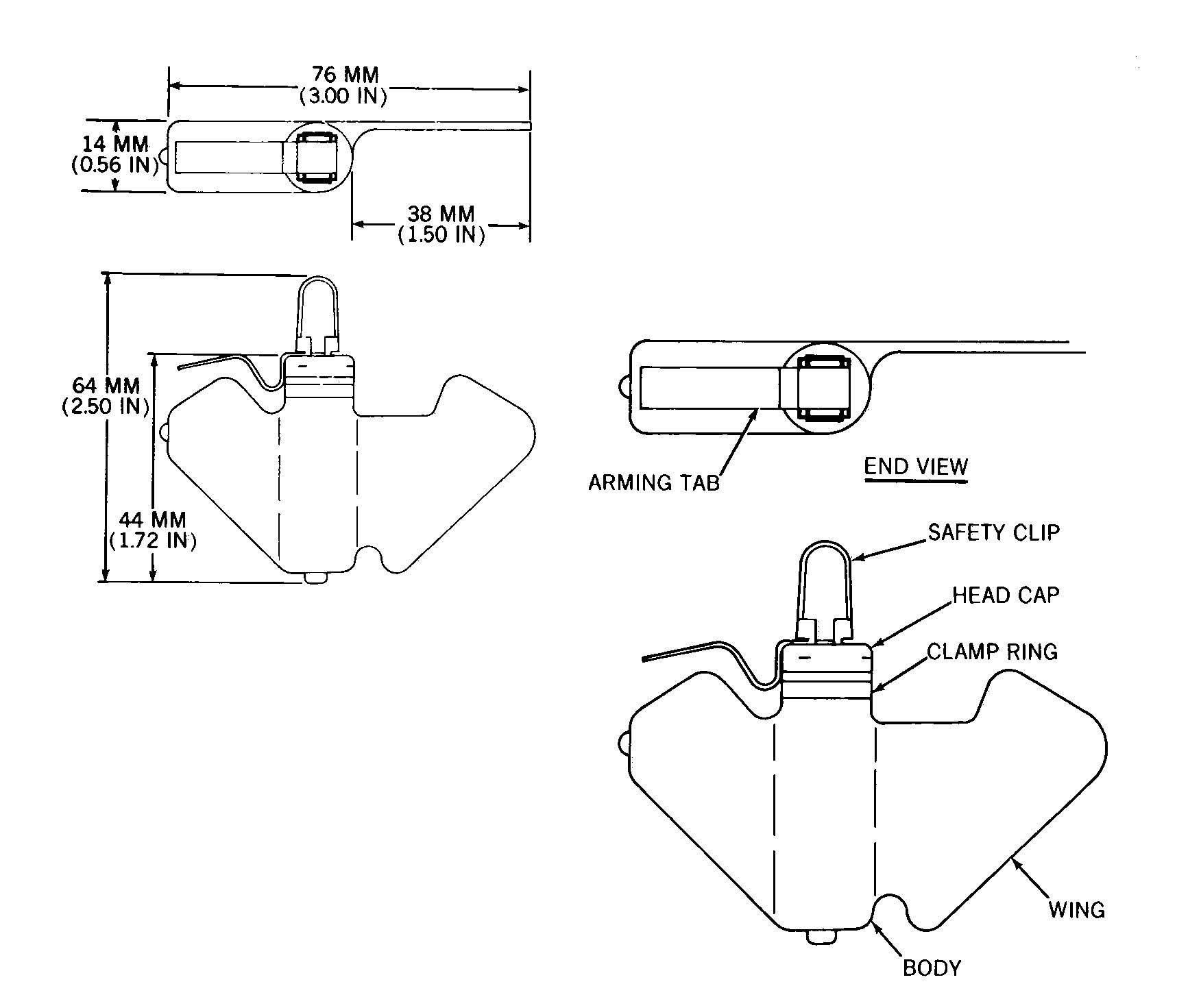
Схема BLU-43/B: внешний вид.

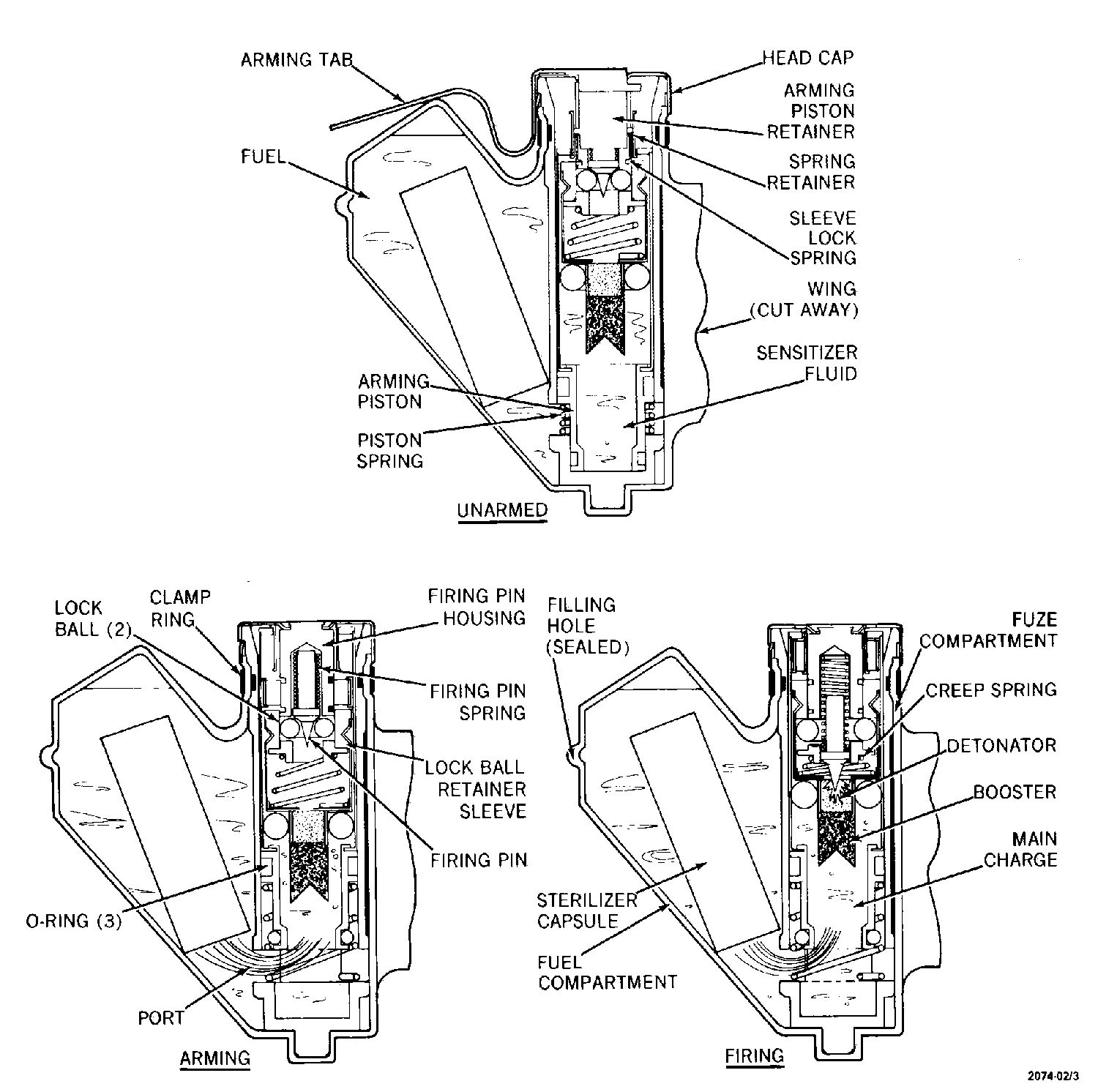
Схема BLU-43/B: внутреннее устройство.

BLU-43/B (БЛЮ-43/Б), кодовое название Dragontooth («зуб дракона») — американская противопехотная мина нажимного действия с химическим механизмом деактивации, суббоеприпас авиационного кассетного боевого припаса (авиакассеты). 

## История
Боевая единица бомбы (Bomb Live Unit) — 43, и её позднейшие модификации, устанавливаются на грунт только средствами дистанционного минирования, и  предназначены для выведения из строя личного состава противника, при ранении ступни человека после наступания на мину, и некоторых видов транспортных средств при наезде. БЛЮ-43 получила прозвище toe popper («отрыватель пальцев ног»). Варианты BLU-44/B и BLU-44A/B отличались от BLU-43/B только механизмом деактивации. 
Хотя мина не была официально принята на вооружение Вооружённых сил США, она широко применялась в войне во Вьетнаме и являлась основным типом американской мины для воздушного минирования.
Одним из средств дистанционного минирования территории противника является авиационная кассета, в каждой кассете уложено 120 мин. Несимметричный крылатый корпус суббоеприпасам (минам) позволял планировать на землю без парашюта. Крыло большей площади корпуса суббоевого припаса служит для обеспечения большего разлёта боевых единиц бомбы на местности и для снижения скорости их приземления (с целью предотвращения их повреждения, при ударе о твердую поверхность, особенно, при сбросе авиакассеты со значительных высот).
Мины BLU-43 оставшиеся со времён войн США в Юго-Восточной Азии и других частях мира привлекают внимание детей из-за своей необычной формы, что приводит к смертельным исходам.

## Тактико-техническая характеристика
| Корпус                   | пластиковый                                                                                    |
| Цвет окраски             | зелёный, коричневый, бежевый или камуфляжный в зависимости от предполагаемого места применения |
| Взрывчатое вещество      | нитрометан / нитроэтан                                                                         |
| Длина                    | 7,6 см                                                                                         |
| Ширина                   | 4,4 см                                                                                         |
| Толщина                  | 1,4 см                                                                                         |
| Количество мин в кассете | 120 шт                                                                                         |